# Caféiculture au Paraguay
La caféiculture au Paraguay a commencé à la fin du 19e siècle vers Asunción et Limpio.

## Histoire
En 1889, il y avait 83 966 caféiers dans le pays. Compte tenu de la similitude des conditions climatiques et du sol entre le Paraguay et le Brésil, il a été supposé alors que le café produit au Paraguay serait aussi bon que celui produit au Brésil. D'abord, le café a été cultivé dans des zones où le sol et les conditions météorologiques étaient adaptées à une telle croissance et sur une petite échelle. Les plantations dans le pays ont commencé à être commercialement viables après que de nombreuses plantations expérimentales ont été un succès. Par la suite, la Banco Agricola du Paraguay a subventionné plusieurs organismes gouvernementaux afin de distribuer gratuitement des plants aux agriculteurs. Plusieurs milliers d'arbres ont été plantés dans les plantations des montagnes de l'Alto Paraguay, non loin de la ville d'Asunción. Dans chaque plantation, le nombre moyen d'arbres plantés variait de 1 500 à 2 000 avec un maximum de 10 000 arbres par plantation.
Les plantations dans le nord du Paraguay ont été créées en 1967. La plupart du café produit dans ces plantations a été jugée acceptable pour la consommation domestique. Dans les années 1970, les principales zones productrices de café étaient les départements d'Amambay, Alto Parana et Canindeyú.
La production de Coffea arabica était de 180 tonnes en 2006, dont 36 tonnes étaient exportées. En 2013, la production de café était de 382 tonnes à partir d'une surface agricole de 69 ha et un rendement moyen de 1,2993 tonne par ha. À l'échelle mondiale, la part du café paraguayen est négligeable.